# Bahnhof Roermond
Der Bahnhof Roermond ist ein Durchgangsbahnhof der niederländischen Bahngesellschaft NS in der niederländischen Stadt Roermond. Er ist wichtiger Knotenpunkt im Südwesten der Niederlande. Alle Züge nach Süd-Limburg passieren den Bahnhof. Er ist nach dem Bahnhof Maastricht der meistfrequentierte in der gesamten Provinz Limburg.

## Geschichte
Am 21. November 1865 wurde die Bahnstrecke Maastricht–Venlo eröffnet und gleichzeitig auch der Bahnhof in Roermond. Das Bahnhofsgebäude war bereits 1862 errichtet worden. Es ist ein Typenbau der Staatsspoorwegen für Bahnhöfe 4. Klasse. Im Februar 1879 ging der „Eiserne Rhein“ zwischen Roermond und der deutschen Grenze in Betrieb, im Juni desselben Jahres folgte der Abschnitt zur belgischen Grenze. Damit war es möglich, von Roermond auch in die Region Randstad mit dem Zug zu gelangen.

## Streckenverbindungen
Im Jahresfahrplan 2022 bedienen folgende Linien den Bahnhof Roermond:
| Zugtyp             | Linienverlauf | Frequenz                                                                              |
| ------------------ | --- | ------------------------------------------------------------------------------------- |
| Intercity          | Maastricht – Sittard – Roermond – Eindhoven Centraal – ’s-Hertogenbosch – Utrecht Centraal – Amsterdam Centraal – Alkmaar (– Schagen – Den Helder) | halbstündlich (fährt abends nicht; fährt nur in der HVZ über Schagen nach Den Helder) |
| Intercity          | Enkhuizen – Hoorn – Amsterdam Centraal – Utrecht Centraal – ’s-Hertogenbosch – Eindhoven Centraal – Roermond – Maastricht                          | halbstündlich (fährt nur spätabends und sonntagmorgens)                               |
| Intercity          | Enkhuizen – Hoorn – Amsterdam Centraal – Utrecht Centraal – ’s-Hertogenbosch – Eindhoven Centraal – Roermond – Heerlen                             | halbstündlich (fährt frühmorgens und abends stündlich zwischen Sittard und Heerlen)   |
| Stoptrein (Arriva) | Nijmegen – Venray – Venlo – Roermond | halbstündlich                                                                         |
| Stoptrein (Arriva) | Maastricht Randwyck – Maastricht – Sittard – Roermond                                                                                              | halbstündlich                                                                         |

## Busbahnhof
An der Westseite des Bahnhofs befindet sich ein Busbahnhof, wo die Stadt- und Regionalbusse von Arriva halten.